# Шадевальдт, Вольфганг
Во́льфганг Ша́девальдт (нем. Wolfgang Schadewaldt; 15 марта 1900, Берлин — 10 ноября 1974, Тюбинген) — немецкий филолог-классик, литературовед и переводчик. Гомеровед (унитарист). Профессор классической филологии, академик. Лауреат премии имени Ройхлина (1963).
Учился в Берлинском университете.
Доктор (1924, хабилитация 1927).
Четыре года проработал в Германском археологическом институте в Берлине.
Профессорствовал в немецких университетах (в Кенигсберге (где преподавал с 1928 года), Фрайбурге, Лейпциге и с 1941 г. Берлине), в последнем — в 1950-68 гг. профессор классической филологии в Тюбингене.
Член Лейпцигской АН (1934), Берлинской АН (1943) и др.
Дочь — египтолог Доротея Арнольд.